# 米納勒爾斯普林斯 (北卡羅萊納州)
米納勒爾斯普林斯（英語：Mineral Springs）是一個位於美國北卡羅萊納州尤寧縣的城鎮。

## 人口
根據2020年美國人口普查的數據，米納勒爾斯普林斯的面積為21.44平方千米，當中陸地面積為21.16平方千米，而水域面積為0.28平方千米。當地共有人口3159人，而人口密度為每平方千米147人。